# Claudia Pechstein
Claudia Pechstein (* 22. Februar 1972 in Berlin-Marzahn) ist eine ehemalige deutsche Eisschnellläuferin und Polizeihauptmeisterin der Bundespolizei. Mit fünf Olympiasiegen in den Jahren 1994, 1998, 2002 und 2006 sowie vier weiteren olympischen Medaillen war sie die erfolgreichste deutsche Olympionikin bei Winterspielen (Männer und Frauen), bis sie bei den Olympischen Winterspielen 2022 von Natalie Geisenberger abgelöst wurde. Sie ist die erste Frau, die an acht Olympischen Winterspielen teilnahm.
Pechstein wurde in ihrer Karriere von der Internationale Eislaufunion (ISU) mit Doping-Vorwürfen konfrontiert, die 2009 zu einer Sperre führten, gegen die sie über viele Jahre gerichtlich vorging. Im März 2025 teilten beide Seiten mit, dass man zu einer Einigung „im Geiste einer Versöhnung“ gelangt sei, ohne Details zu nennen. Eine Woche später erklärte sie auf einer Pressekonferenz ihren Rücktritt vom aktiven Sport.
Seit Juni 2024 ist Pechstein als Stützpunkttrainerin am Bundesstützpunkt Inzell tätig.

## Sportlicher Werdegang

### Anfänge und bis 2009

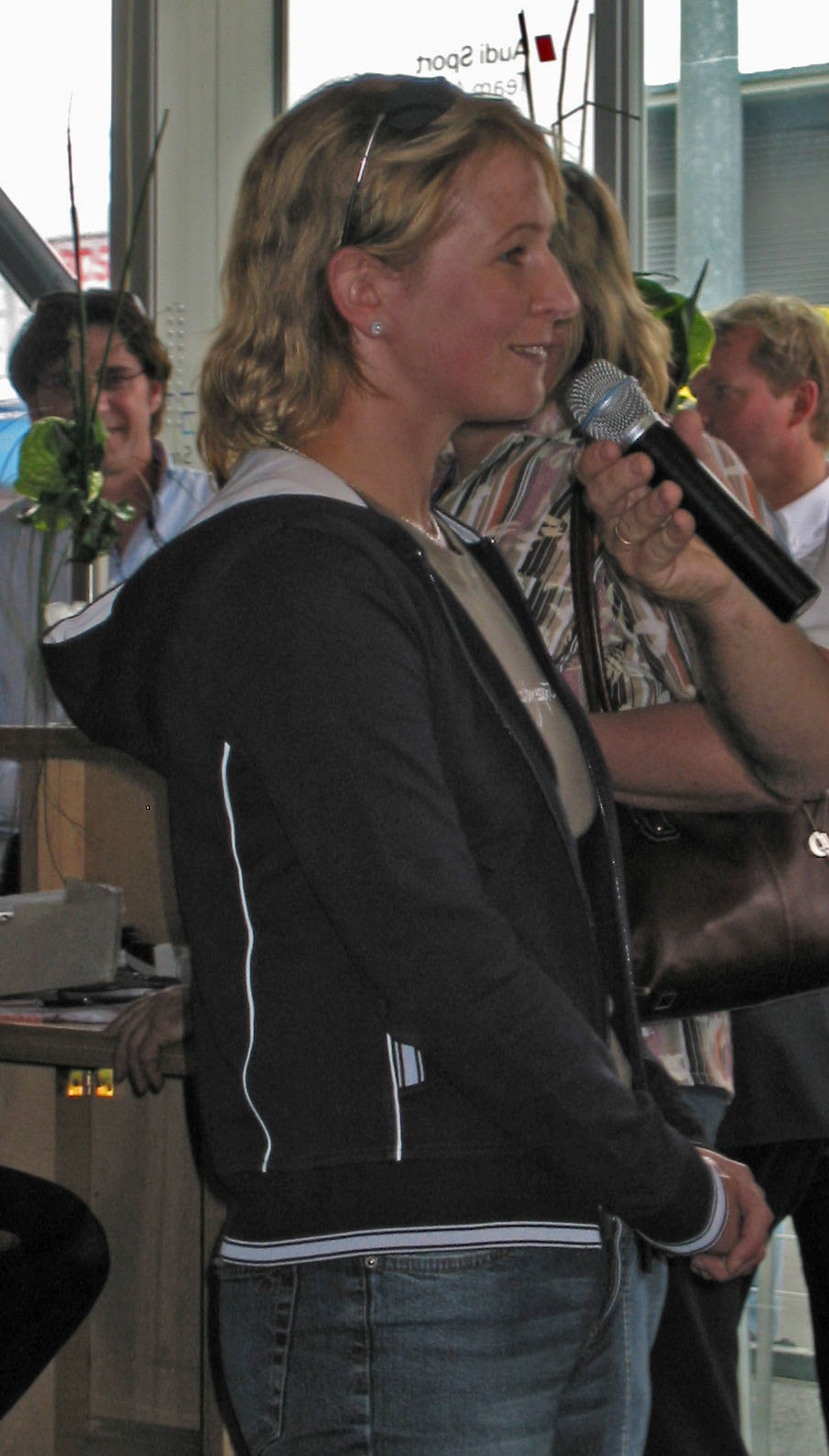
Claudia Pechstein (2004)

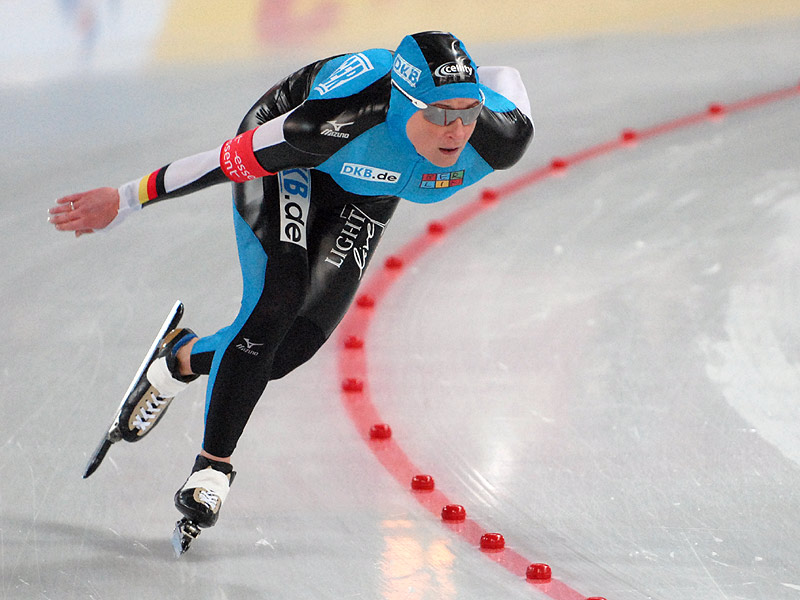
Claudia Pechstein beim Weltcup in Hamar, 2008

Claudia Pechstein wuchs in Ost-Berlin auf. Bei der Kinder- und Jugendspartakiade der DDR 1985 wurde sie Erste über 1500 Meter. 1988 wurde sie Vizejuniorenweltmeisterin im Mehrkampf. Bei den ersten gesamtdeutschen Meisterschaften 1991 gewann Pechstein Silber über 3000 und über 5000 Meter.
Ihren ersten Erfolg im Profisport erreichte sie mit dem Gewinn der Bronzemedaille über 5000 Meter bei den Olympischen Winterspielen 1992 in Albertville. Trotz des Erfolgs blieb sie jedoch weiter im Schatten von Gunda Niemann, die diesen Wettbewerb gewann. Zwei Jahre später holte sie bei den Olympischen Winterspielen 1994 in Lillehammer die Goldmedaille über 5000 Meter und die Bronzemedaille über die 3000 Meter. Zwei Jahre später trat Pechstein erstmals bei Europa- und bei Weltmeisterschaften an. Bei den Einzelstreckenweltmeisterschaften 1996 in Hamar trat sie über 1500, 3000 und 5000 Meter an und gewann dabei zweimal Silber sowie Gold über 5000 Meter. Kurz darauf gewann sie bei der Mehrkampfweltmeisterschaft 1996 in Heerenveen eine Bronzemedaille. Sie beendete die Weltcup-Saison 1997/98 über 1500 und über 3000/5000 Meter auf dem zweiten Platz der Gesamtwertung.
Bei den Olympischen Winterspielen 1998 in Nagano stellte Pechstein über 3000 Meter mit einer Zeit von 4:08,47 min vorübergehend einen olympischen Rekord auf und gewann die Silbermedaille. Über 5000 Meter gelang ihr mit einer Zeit von 6:59,61 min ein neuer Weltrekord und der Gewinn der Goldmedaille. Über 1500 Meter wurde sie am Ende nur Siebte. Bei der Mehrkampfeuropameisterschaft 1998 gewann sie die Goldmedaille, bevor sie kurz darauf bei der Mehrkampfweltmeisterschaft in Heerenveen Silber erreichte. Bei den Olympischen Winterspielen 2002 in Salt Lake City gewann sie über 3000 und über 5000 Meter die Goldmedaille. Auf beiden Strecken stellte sie zudem einen neuen Weltrekord auf. Über die 1500 Meter belegte sie am Ende den sechsten Platz. Für ihre Leistungen erhielt Pechstein im selben Jahr den Verdienstorden des Landes Berlin.
Bei den Olympischen Winterspielen 2006 in Turin trat sie über 1500 Meter nicht an. Über 3000 Meter belegte sie nur Platz fünf, über 5000 Meter gewann sie hinter der Kanadierin Clara Hughes die Silbermedaille und zudem die Goldmedaille im Teamwettbewerb mit der deutschen Mannschaft. Bei der Mehrkampfeuropameisterschaft 2007 kam sie nur noch auf den fünften Platz. Ein Jahr später landete sie auf dem vierten Platz, bevor sie 2009 wieder die Goldmedaille errang.

### Sperre wegen angeblichen Dopings 2009
Im Juli 2009 wurde bekannt, dass Pechstein im Februar 2009 von der ISU für zwei Jahre wegen angeblichen Blutdopings gesperrt worden war. Die ISU sah sie aufgrund von Indizien als des Blutdopings überführt an, nachdem bei der Mehrkampfweltmeisterschaft in Hamar bei einer Reihe von Blutproben der Retikulozytenanteil mit 3,5 Prozent um 1,1 Prozentpunkte über dem von der Internationalen Eislaufunion (ISU) festgelegten Höchstwert lag. Pechstein zählte damit zu den ersten Athleten, denen Doping mithilfe eines indirekten Nachweises, vergleichbar dem „Biologischen Pass“, vorgeworfen wurde. 2025 wurde Pechstein rehabilitiert.

### Sportliche Rückkehr
Vier Tage nach Ablauf ihrer zweijährigen Sperre erfüllte Pechstein bei einem Vereinswettkampf in der Erfurter Gunda-Niemann-Stirnemann-Halle, am 12. Februar 2011 mit einer Zeit von 4:10,05 min über 3000 Meter sowie mit 2:01,22 min über 1500 Meter die geforderten Normzeiten für eine Weltcupteilnahme von 4:15 bzw. 2:03,50 Minuten. Am 18. und 19. Februar 2011 startete sie in Salt Lake City erstmals wieder bei einem Weltcuprennen. Dort lief sie die 5000 Meter in 6:51,62 min – ihre viertschnellste je gelaufene Zeit – sowie 1:55,38 min über 1500 Meter, siegte damit jeweils in der B-Gruppe und qualifizierte sich für das Weltcupfinale in Heerenveen, an dem nur Läufer der A-Gruppe teilnehmen durften, sowie für die Einzelstreckenweltmeisterschaften in Inzell. Beim letzten Weltcup der Saison 2010/11 in Heerenveen am 5. März 2011 lief sie über die 3000-Meter-Distanz in 4:09,60 min auf Rang vier, womit ihr auch für diese Strecke die Weltmeisterschaftsqualifikation gelang. Bei den Weltmeisterschaften in Inzell gewann sie die Bronzemedaille über 5000 Meter in 7:00,90 min, hinter Titelverteidigerin Martina Sáblíková und Stephanie Beckert. Im Team-Wettkampf belegte sie mit Isabell Ost und Stephanie Beckert ebenfalls Platz drei. Sie ist damit die älteste Medaillengewinnerin bei Einzelstreckenweltmeisterschaften.
Mit dem Ziel, sich für die Bahnradsport-Wettbewerbe der Olympischen Sommerspiele 2012 zu qualifizieren, nahm sie an den Deutschen Bahn-Meisterschaften 2011 in Berlin teil. Sie erzielte allerdings im 500-Meter-Zeitfahren und in der 3000-Meter-Einerverfolgung jeweils nur Rang zehn, so dass sie sich nicht für Olympia qualifizieren konnte.
Bei der Mehrkampf-Eisschnelllauf-Europameisterschaft 2012 in Budapest gewann Pechstein die Silbermedaille hinter Martina Sáblíková. In der Weltcup-Saison 2011/12 gelangen ihr in Weltcuprennen neun Podestplatzierungen, darunter ein Sieg im Massenstart beim Weltcup in Berlin am 11. März 2012 sowie fünf zweite und drei dritte Plätze. Bei den Einzelstrecken-Weltmeisterschaften in Heerenveen gewann sie Bronze über 5000 Meter hinter Martina Sáblíková und Stephanie Beckert. Auch im folgenden Jahr gewann sie bei diesem Wettbewerb jeweils die Bronzemedaille auf den beiden Langstrecken. Im Jahr 2015 gewann sie erneut Bronze über 5000 Meter.
Bei ihren sechsten Olympischen Spielen wurde sie 2014 in Sotschi Vierte über 3000 Meter und Fünfte über 5000 Meter.
2017 gewann Pechstein bei den Einzelstreckenweltmeisterschaften in Gangneung/Südkorea über 5000 Meter die Silbermedaille. Sie wurde damit, elf Tage vor ihrem 45. Geburtstag, zur ältesten WM-Medaillengewinnerin der Eisschnelllaufgeschichte. Die Zeit von 6:53,93 Minuten war ihre beste über diese Distanz seit ihrer Zweijahressperre zwischen 2009 und 2011.
Am 19. November 2017 holte Pechstein beim Weltcup in Stavanger über 5000 Meter ihren 33. Weltcupsieg. Mit 45 Jahren ist sie die älteste Weltcupsiegerin der Eisschnelllauf-Geschichte. Zugleich gelang ihr damit die Qualifikation für ihre siebenten Olympischen Winterspiele 2018. Tage später kam in Calgary im Massenstart ein weiterer Weltcupsieg hinzu. Bei den Olympischen Winterspielen 2018, während derer sie ihren 46. Geburtstag feierte, erreichte sie in vier Wettbewerben das Finale und belegte dort den neunten Platz über 3000 Meter, den achten Platz über 5000 Meter, den sechsten Platz in der Teamverfolgung und den 13. Platz im Massenstartrennen.
Bei den Deutschen Meisterschaften in Inzell am 29. Oktober 2021 gewann sie über 3000 Meter ihren 40. DM-Titel mit fast fünf Sekunden Vorsprung vor den mehr als 20 Jahre jüngeren Konkurrentinnen. Über 5000 Meter kam der 41. DM-Titel hinzu – mit noch größerem Vorsprung.
Mit dem 11. Platz im Massenstart-Finale des Weltcups 2021/2022 in Calgary und nach zwei elften Rängen am Wochenende 4./5. Dezember 2021 in Salt Lake City sicherte sie sich mit 49 Jahren am 12. Dezember 2021 ihre achte Olympiateilnahme bei den XXIV. Olympischen Winterspielen in Peking 2022. Sie ist damit die erste Wintersportlerin, die so oft an olympischen Spielen teilnehmen konnte. Zuvor war dies nur dem Skispringer Noriaki Kasai gelungen. Pechstein wurde zusammen mit Francesco Friedrich zur Fahnenträgerin der deutschen Mannschaft bei der Eröffnungsfeier gewählt. Zuvor hatte sie bereits zweimal die Ehre, die Fahne bei der Schlussfeier zu tragen – zum einen bei den Olympischen Winterspielen in Lillehammer 1994 und zum anderen in Turin 2006.

## Persönliche Bestleistungen
- 500 m: 38,99 s (aufgestellt am 18. März 2006 in Calgary)
- 1000 m: 1:16,00 min (aufgestellt am 24. Februar 2007 in Calgary)
- 1500 m: 1:54,31 min (aufgestellt am 17. November 2007 in Calgary)
- 3000 m: 3:57,35 min (aufgestellt am 18. März 2006 in Calgary)
- 5000 m: 6:46,91 min (aufgestellt am 9. Februar 2002 in Salt Lake City)

## Teilnahmen an Welt- und Europameisterschaften und Olympischen Winterspielen

### Olympische Spiele
- 1992 Albertville: 3. Platz 5000 m
- 1994 Lillehammer: 1. Platz 5000 m, 3. Platz 3000 m
- 1998 Nagano: 1. Platz 5000 m, 2. Platz 3000 m, 7. Platz 1500 m
- 2002 Salt Lake City: 1. Platz 5000 m, 1. Platz 3000 m, 6. Platz 1500 m
- 2006 Turin: 1. Platz Teamverfolgung, 2. Platz 5000 m, 5. Platz 3000 m
- 2014 Sotschi: 4. Platz 3000 m, 5. Platz 5000 m, 19. Platz 1500 m
- 2018 Pyeongchang: 6. Platz Teamverfolgung, 8. Platz 5000 m, 9. Platz 3000 m, 13. Platz Massenstart
- 2022 Peking: 9. Platz Massenstart, 20. Platz 3000 m

### Einzelstreckenweltmeisterschaften
- 1996 Hamar: 1. Platz 5000 m, 2. Platz 3000 m, 2. Platz 1500 m
- 1997 Warschau: 3. Platz 5000 m, 4. Platz 3000 m, 8. Platz 1500 m
- 1998 Calgary: 2. Platz 5000 m, 2. Platz 3000 m, 3. Platz 1500 m
- 1999 Heerenveen: 2. Platz 5000 m, 2. Platz 3000 m, 4. Platz 1500 m
- 2000 Nagano: 1. Platz 1500 m, 1. Platz 3000 m, 2. Platz 5000 m
- 2001 Salt Lake City: 2. Platz 5000 m, 3. Platz 3000 m
- 2003 Berlin: 1. Platz 5000 m, 2. Platz 3000 m
- 2004 Seoul: 1. Platz 3000 m, 3. Platz 5000 m
- 2005 Inzell: 2. Platz 5000 m, 2. Platz 3000 m
- 2007 Salt Lake City: 2. Platz 5000 m, 3. Platz Teamverfolgung, 4. Platz 3000 m
- 2008 Nagano: 3. Platz Teamverfolgung, 4. Platz 5000 m, 5. Platz 3000 m
- 2011 Inzell: 3. Platz Teamverfolgung, 3. Platz 5000 m, 8. Platz 3000 m
- 2012 Heerenveen: 3. Platz 5000 m, 4. Platz 3000 m, 5. Platz Teamverfolgung
- 2013 Sotschi: 3. Platz 5000 m, 3. Platz 3000 m, 4. Platz Teamverfolgung
- 2015 Heerenveen: 3. Platz 5000 m, 5. Platz 3000 m, 7. Platz Teamverfolgung, 18. Platz Massenstart
- 2016 Kolomna: 4. Platz 5000 m, 4. Platz 3000 m, 4. Platz Teamverfolgung, 16. Platz Massenstart
- 2017 Gangwon: 2. Platz 5000 m, 4. Platz Teamverfolgung, 11. Platz Massenstart
- 2019 Inzell: 7. Platz 5000 m, 12. Platz Massenstart
- 2020 Salt Lake City: 8. Platz 5000 m, 9. Platz Massenstart, 11. Platz 3000 m
- 2021 Heerenveen: 8. Platz Teamverfolgung, 10. Platz Massenstart, 10. Platz 5000 m
- 2023 Heerenveen: 10. Platz 5000 m, 18. Platz Massenstart

### Mehrkampfweltmeisterschaften
- 1992 Heerenveen: 6. Platz Kleiner Vierkampf
- 1993 Berlin: 9. Platz Kleiner Vierkampf
- 1995 Tynset: 7. Platz Kleiner Vierkampf
- 1996 Inzell: 2. Platz Kleiner Vierkampf
- 1997 Nagano: 2. Platz Kleiner Vierkampf
- 1998 Heerenveen: 2. Platz Kleiner Vierkampf
- 1999 Hamar: 2. Platz Kleiner Vierkampf
- 2000 Milwaukee: 1. Platz Kleiner Vierkampf
- 2001 Budapest: 2. Platz Kleiner Vierkampf
- 2002 Heerenveen: 3. Platz Kleiner Vierkampf
- 2003 Göteborg: 2. Platz Kleiner Vierkampf
- 2004 Hamar: 2. Platz Kleiner Vierkampf
- 2005 Moskau: 3. Platz Kleiner Vierkampf
- 2006 Calgary: 2. Platz Kleiner Vierkampf
- 2007 Heerenveen: 4. Platz Kleiner Vierkampf
- 2008 Berlin: 7. Platz Kleiner Vierkampf
- 2009 Hamar: 24. Platz Kleiner Vierkampf
- 2012 Moskau: 6. Platz Kleiner Vierkampf
- 2013 Hamar: 24. Platz Kleiner Vierkampf
- 2015 Calgary: 10. Platz Kleiner Vierkampf
- 2016 Berlin: 13. Platz Kleiner Vierkampf
- 2018 Amsterdam: 13. Platz Kleiner Vierkampf
- 2019 Calgary: DSQ Kleiner Vierkampf
- 2020 Hamar: 19. Platz Kleiner Vierkampf
- 2012 Hamar: 13. Platz Kleiner Vierkampf

### Europameisterschaften
- 1992 Heerenveen: 14. Platz Kleiner Mehrkampf
- 1993 Heerenveen: 17. Platz Kleiner Mehrkampf
- 1995 Heerenveen: 4. Platz Kleiner Mehrkampf
- 1996 Heerenveen: 3. Platz Kleiner Mehrkampf
- 1997 Heerenveen: 4. Platz Kleiner Mehrkampf
- 1998 Helsinki: 1. Platz Kleiner Mehrkampf
- 1999 Heerenveen: 2. Platz Kleiner Mehrkampf
- 2000 Hamar: 4. Platz Kleiner Mehrkampf
- 2001 Baselga di Piné: 2. Platz Kleiner Mehrkampf
- 2002 Erfurt: 2. Platz Kleiner Mehrkampf
- 2003 Heerenveen: 2. Platz Kleiner Mehrkampf
- 2004 Heerenveen: 2. Platz Kleiner Mehrkampf
- 2005 Heerenveen: 3. Platz Kleiner Mehrkampf
- 2006 Hamar: 1. Platz Kleiner Mehrkampf
- 2007 Klobenstein: 5. Platz Kleiner Mehrkampf
- 2008 Kolomna: 4. Platz Kleiner Mehrkampf
- 2009 Heerenveen: 1. Platz Kleiner Mehrkampf
- 2012 Budapest: 2. Platz Kleiner Mehrkampf
- 2013 Heerenveen: 7. Platz Kleiner Mehrkampf
- 2014 Hamar: 7. Platz Kleiner Mehrkampf
- 2017 Heerenveen: 6. Platz Kleiner Mehrkampf
- 2020 Heerenveen: 8. Platz Massenstart, 12. Platz 3000 m
- 2022 Heerenveen: 7. Platz 3000 m, 15. Platz Massenstart

## Olympische Rekorde
In acht Winterolympiaden von 1992 bis 2022 errang sie neun Medaillen (einmal mit der Mannschaft, achtmal als Einzelstarterin) und damit mehrere individuelle Rekorde:
- Deutsche Sportlerin mit den meisten Medaillen bei Olympischen Winterspielen (Männer und Frauen)
- erfolgreichste Sportlerin Deutschlands in Individualdisziplinen (Männer und Frauen) bei Olympischen Sommer- und Winterspielen
- dreimal Gold in derselben Disziplin (5000 m) in Folge (1994, 1998 und 2002) bei Olympischen Winterspielen
- war seit den Olympischen Spielen 2002 in Salt Lake City bis zu den Spielen 2022 in Peking Rekordhalterin über 3000 m (3:57,70 min)[18] und 5000 m (6:46,91 min)[19]
- einzige Deutsche mit acht Teilnahmen an Winterspielen (1992, 1994, 1998, 2002, 2006, 2014, 2018 und 2022)
- Ihre ersten und letzten Spiele liegen 30 Jahre auseinander; Rekord (gemeinsam mit dem Skirennläufer Hubertus von Hohenlohe, Stand 2022).
- Rekordteilnehmerin bei Olympischen Winterspielen (gemeinsam mit dem Skispringer Noriaki Kasai, Stand 2022)[20]

## Rehabilitation
Claudia Pechstein kämpfte gegen die Dopingsperre über einen Zeitraum von 16 Jahren und erreichte letztlich ihre Rehabilitation in Form einer Stellungnahme der Internationalen Eislaufunion.

### Internationaler Sportgerichtshof
Pechstein erhob gegen die Sperre Schiedsrekurs vor dem Internationalen Sportgerichtshof (CAS), der diese aber im November 2009 bestätigte: Der CAS folgte dabei wesentlichen Argumenten der ISU. Erhöhte Retikulozytenwerte seien ein hartes Indiz für Doping, selbst wenn Hämatokrit- und Hämoglobinwerte nicht auffällig stiegen. Das Schiedsgericht stellte die Teile der Gutachten, insbesondere des Hämatologen Hubert Schrezenmeier aus Ulm, in den Vordergrund, nach denen Pechstein eine exzellente gesundheitliche Verfassung besitze und krankheitsbedingte Veränderungen des Blutbildes nicht eindeutig identifiziert werden konnten. Nach dem Verfahren kritisierte Hubert Schrezenmeier diese Interpretation seines Gutachtens, da er eine erbliche Anomalie für wahrscheinlich hielt.

### Schweizer Bundesgericht
Pechstein ging auch dagegen gerichtlich vor. Das Schweizer Bundesgericht gab am 8. Dezember 2009 ihrem Antrag auf vorsorgliche Maßnahmen statt und erlaubte ihr, beim Weltcup am 11. Dezember 2009 in Salt Lake City zu starten. Dort wollte sie sich für die Olympischen Spiele in Vancouver qualifizieren. Im ersten Rennen nach zehnmonatiger Wettkampfpause lief sie jedoch mit 4:04,59 min über 3000 Meter nur auf den 13. Rang und verfehlte damit den für die Qualifikation nötigen achten Platz deutlich. Am 4. März 2010 schließlich durchsuchten BKA-Beamte Pechsteins Haus aufgrund einer Anzeige der Deutschen Eisschnelllauf-Gemeinschaft DESG und der NADA.
Am 15. März 2010 bescheinigten Mediziner der Deutschen Gesellschaft für Hämatologie und Onkologie (DGHO) Claudia Pechstein eine vererbte Blutanomalie, wonach eine milde Form der Kugelzellenanämie für die veränderten Blutwerte bei ihr verantwortlich sei. Aus medizinischer Sicht sei die Sperre daher haltlos.
Mit Urteil vom 28. September 2010 wies das Schweizer Bundesgericht Pechsteins zivilrechtliche Beschwerde gegen die Entscheidung des CAS ab und bestätigte die Sperre. Beschwerderechtlich bedeutsam seien nur neue Tatsachen und Beweismittel („echte Nova“), die im vorherigen CAS-Verfahren nicht hätten beigebracht werden können, und nicht solche, die erst später entstanden seien („unechte Nova“). Die neu vorgebrachten Gutachten seien aber erst nach dem Urteil des CAS gefertigt worden. Pechsteins Behauptung, dass sie nicht mehr als zwei Tage nach dem Schiedsurteil des CAS Kenntnis von der „angeblich“ neuen Diagnosemöglichkeit erhalten habe, es ihr während des Schiedsverfahrens jedoch unmöglich gewesen sein soll, sich darauf zu berufen, sei nicht hinreichend. Pechstein habe bereits im Rahmen des Schiedsverfahrens vorgebracht, sie „leide an einer vererbten Blutanomalie“, wobei der Schiedsentscheid des CAS dazu festgehalten habe, selbst eine solche Diagnose vermöge die festgestellten Schwankungen der Blutwerte nicht zu erklären.
Am 30. Juni 2011 gab Claudia Pechstein bei einer Pressekonferenz bekannt, dass sie ihre Blutwerte privat habe untersuchen lassen. Dabei seien aufgrund ihrer Blutanomalie in 24 von 75 Fällen erneut erhöhte Werte festgestellt worden. Sie habe deshalb Selbstanzeige erstattet.
Anfang Dezember 2011 wurde bekannt, dass die Nationale Anti-Doping-Agentur Deutschland nach Pechsteins Selbstanzeige kein Verfahren gegen die Eisschnellläuferin eröffnen wird. Pechsteins Retikulozyten-Wert hatte mit 3,06 Prozent weit über dem Grenzwert von 2,4 gelegen, ähnlich hoch wie bei ihrer Sperre im Jahr 2009. Medien werteten dies als Etappensieg im Kampf um ihre Rehabilitation als Sportlerin. Auch von juristischer Seite wurden Zweifel laut, ob das beim sportrechtlichen Dopingnachweis angewendete Beweismaß, das eine Verurteilung Pechsteins trotz verbleibender Restzweifel an einem Dopingverstoß erlaubte, angemessen ist oder ob nicht der im staatlichen Sanktionsrecht übliche Grundsatz „in dubio pro reo“ gelten müsse.

### Landgericht und Oberlandesgericht
Das Landgericht München I wies mit Urteil vom 26. Februar 2014 die Schadenersatzklage Pechsteins gegen den Eislauf-Weltverband ISU und die Deutsche Eisschnelllauf-Gemeinschaft (DESG) ab. Es erklärte zwar die Athletenvereinbarung für unwirksam, das Gericht sei aber bezüglich der Frage, ob die Dopingsperre gerechtfertigt war, an die Ausführungen des CAS gebunden und müsse daher ohne eigene Prüfung davon ausgehen, dass die Sperre rechtmäßig war.
Im Berufungsverfahren entschied das Oberlandesgericht München (OLG) ebenfalls, dass die Schiedsvereinbarung unwirksam sei, weil sie gegen zwingendes Kartellrecht verstoße. Mit Zwischenurteil vom 15. Januar 2015 stellte das OLG fest, dass die vor dem deutschen Zivilgericht erhobene Klage zulässig ist, und hob die Entscheidung des Landgerichts auf, da die Dopingsperrenentscheidung des CAS für deutsche Gerichte nicht bindend sei. Über den Schadensersatz entschied das OLG aber nicht, sondern gab den Parteien zunächst die Möglichkeit, gegen das Zwischenurteil Revision beim Bundesgerichtshof einzulegen.
Zwei Wochen nach der Entscheidung des OLG bestätigte eine seit Oktober 2014 tätige Expertenkommission des Deutschen Olympischen Sportbundes, dass die medizinische Bewertung als Grundlage des Dopingurteils „falsch war“. Alle Gutachter kamen zum Schluss, dass „anhand der Blutbildverläufe und Erythrozyten-Merkmale ein Doping-Nachweis nicht geführt werden kann“. Der Präsident des DOSB, Alfons Hörmann, entschuldigte sich daraufhin persönlich bei Pechstein.

### Bundesgerichtshof
Am 7. Juni 2016 hob der Bundesgerichtshof die Zwischenentscheidung des OLG München auf und stufte die CAS-Entscheidung doch als bindend ein. Pechsteins Aussage vor Gericht „Wir Sportler sind scheinbar Menschen zweiter Klasse. (...) Jeder Flüchtling, der in Deutschland einreist und registriert wird, genießt Rechtsschutz, wir Sportler nicht“ wurde anschließend medial kontrovers rezipiert.

### Europäischer Gerichtshof für Menschenrechte
Am 2. Oktober 2018 wies der Europäische Gerichtshof für Menschenrechte (EGMR) die Individualbeschwerde Pechsteins gegen die Schweiz weitgehend zurück, deren Bundesgericht das Urteil des CAS bestätigt hatte. Der EGMR urteilte, dass der CAS ein unabhängiges und unparteiisches Gericht im Sinne der Europäischen Menschenrechtskonvention sei und deshalb das Verfahren vor dem CAS als solches Pechstein nicht in ihrem Recht auf ein faires Verfahren verletzt habe. Allerdings gestand der EGMR Pechstein eine Entschädigung von 8000 Euro zu, da der CAS ihr eine mündliche Verhandlung verweigerte und somit ihr Recht auf ein faires Verfahren missachtet habe.

### Bundesverfassungsgericht
Am 3. Juni 2022 hob das Bundesverfassungsgericht das Urteil des Bundesgerichtshofs auf, wodurch nun feststand, dass die CAS-Entscheidung es Pechstein nicht verbietet, Schadenersatz von der Internationalen Eislauf-Union (ISU) zu verlangen. Im Ergebnis hatte sich damit die Rechtsauffassung des Oberlandesgerichts München durchgesetzt.

### Oberlandesgericht
Damit war der Fall wieder vor dem Oberlandesgericht München anhängig. Anfang 2023 forderte Pechstein nach dem Durchlauf durch die Instanzen BGH, Europäischem Menschenrechtsgerichtshof und Bundesverfassungsgericht einen auf rund acht Millionen Euro erhöhten Schadensersatz. Die ISU focht erfolglos die Zuständigkeit des Gerichtes an und zeigte sich im Gegensatz zu Pechstein für jegliche Kompromissvorschläge unzugänglich, obwohl das Gericht im Verlaufe der Verhandlung Verständnis für die Position Pechsteins hatte erkennen lassen und die Parteien zu Kompromissverhandlungen aufforderte. Im Rahmen des Gerichtsverfahrens wurde die ererbte Blutanomalie durch ein weiteres Gutachten über Pechstein und ihren Vater nochmals bestätigt.
Am 27. Februar 2025 endete der Prozess mit einem Vergleich. Der Weltverband ISU würdigte darin „die sportlichen Leistungen von Frau Pechstein und begrüßt(e) ihren künftigen Beitrag zur Entwicklung der Athleten und des Eisschnelllaufsports“. Dies stellt eine Rehabilitierung von Pechstein dar. Weitere Details der gütlichen Einigung sind öffentlich nicht bekannt.

## Leben und Beruf
Claudia Pechstein wuchs im Berliner Stadtbezirk Marzahn auf.
Im Rahmen der Förderung von Spitzensportlern begann sie 1993 die Grundausbildung beim Bundesgrenzschutz, Ende der 1990er Jahre wurde sie verbeamtet.
Im Juli 2010 gab Claudia Pechstein über ihr Management die Trennung von ihrem Ehemann bekannt, den sie 1998 geheiratet hatte. Die Scheidung erfolgte im März 2014. Seit 2010 ist sie mit Matthias Große liiert, der sie auch sportlich betreute.
Im August 2010 wurde ein Disziplinarverfahren durch die Bundespolizeiakademie gegen die Polizeihauptmeisterin wegen des Verdachts auf Blutdoping eingestellt.

## Politisches Engagement
Bei der Wahl des Bundespräsidenten 2004 war sie Mitglied der Bundesversammlung.
Bei der Bundestagswahl 2021 kandidierte sie für die CDU Berlin als Direktkandidatin im Bundestagswahlkreis Berlin-Treptow – Köpenick. Sie unterlag dem Kandidaten der Linken, Gregor Gysi.

### Rede auf dem CDU-Grundsatzkonvent
Im Juni 2023 hielt Pechstein auf dem CDU-Grundsatzkonvent eine Rede in Polizeiuniform. Darin forderte sie die Abschiebung abgelehnter Asylbewerber, deren Zahl sie mit 300 000 angab (vgl. die Bezifferung des Statistische Bundesamts zum Stichtag 31. Dezember 2022 auf 254 710). Diese Forderung setzte sie in den Zusammenhang des von ihr wahrgenommenen Sicherheitsempfindens älterer Menschen und Frauen, zu deren „Alltagsproblemen“ es gehöre, nicht mehr „die öffentlich-rechtlichen Verkehrsmittel [sic] nutzen zu können, ohne ängstliche Blicke nach links und rechts werfen zu müssen“. Darauf solle Pechstein zufolge ein stärkeres Augenmerk der Politik liegen statt der Frage, „ob wir ein Gender-Sternchen setzen, oder ob ein Konzert noch deutscher Liederabend heißen darf, oder ob es noch erlaubt ist, ein Zigeunerschnitzel zu bestellen.“
Pechstein wurde daraufhin die Verletzung der Neutralitätspflicht sowie des beamtenrechtlichen Mäßigungsgebotes vorgeworfen; die Bundespolizei leitete eine dienstrechtliche Prüfung ein. Pechstein selbst wies Kritik an ihrem Auftritt in Polizeiuniform zurück: „Ein ausdrückliches Verbot des Uniformtragens auf Parteiveranstaltungen besteht nicht.“ Dem gegenüber steht die Einschätzung der Bundespolizei, wonach das Tragen der Uniform auf politischen Veranstaltungen per Dienstvorschrift verboten sei. Laut Pechstein hätte ihr ein „Gewerkschaftsvertreter der Bundespolizei“ und ein Vorgesetzter das Tragen der Uniform freigestellt. Dem widersprach das Bundesinnenministerium: „Frau Pechstein hat ihren Auftritt den aktuell zuständigen Vorgesetzten gegenüber nicht angezeigt, das heißt weder der Hundertschaftsführung noch der Abteilungsführung.“ Der Präsident des Bundespolizeipräsidiums Dieter Romann wies in einem Mitarbeiterbrief auf § 60 Bundesbeamtengesetz hin und schloss mit den Worten „Lasst Euch nicht anstecken ...“, was als Bezugnahme auf Pechsteins Auftritt gesehen wird.
Die Reaktionen auf den Inhalt der Rede fielen unterschiedlich aus: Einerseits wurde die Rede als rassistisch bzw. als Beispiel für Alltagsrassismus bezeichnet; kritische Reaktionen, die die Rede als „pauschal und populistisch“ einstuften, kamen auch aus den Reihen der CDU. Ihr Bundesvorsitzender Friedrich Merz bezeichnete indes den Auftritt Pechsteins als „brillant“ und ergänzte: „Der war wirklich interessant und der hat uns auch ein Stück motiviert, in diese Richtung weiterzuarbeiten.“ Das Disziplinarverfahren gegen Pechstein wurde im April 2024 gegen eine Geldbuße von 500 Euro eingestellt.

## Auszeichnungen
- 2002: Verdienstorden des Landes Berlin
- 2002: Sportlerin des Jahres der Zeitung Neues Deutschland (ND)[71]
- 2003: Zweitplatzierte bei der Wahl zur Sportlerin des Jahres (ND)
- 1998, 1999, 2001, 2003, 2004, 2005, 2006, 2017: Berlins Sportlerin des Jahres
- 2015: Goldene Henne in der Kategorie Publikumspreis Sport
- Claudia Pechstein ist Trägerin des Silbernen Lorbeerblattes.

## Werke
- mit Ralf Grengel: Von Gold und Blut – Mein Leben zwischen Olymp und Hölle. Schwarzkopf & Schwarzkopf, Berlin 2010, ISBN 978-3-89602-989-8.

## Trivia
Pechstein war Protagonistin im Lied „Auf Eis“ der Band Von Wegen Lisbeth. Nach Pechsteins Rede auf dem CDU-Grundsatzkonvent beschloss die Band jedoch, das Lied fortan mit dem Namen eines anderen Eisläufers zu singen, und erklärte: „Wir möchten einer Person, die in Polizeiuniform eine Parteitagsrede hält und dabei unter anderem rassistische Ressentiments verbreitet, nun wirklich kein musikalisches Denkmal auf der Bühne bauen.“